# Berevce
Berevce (albanska: Beroc, serbiska: Беревце, albanska: Berofc, Beverc) är en ort i Kosovo. Den ligger i den södra delen av landet, 50 km söder om huvudstaden Priština. Berevce ligger 834 meter över havet och antalet invånare är 792.
Terrängen runt Berevce är kuperad åt nordväst, men åt sydost är den bergig. Berevce ligger nere i en dal. Runt Berevce är det ganska tätbefolkat, med 149 invånare per kvadratkilometer. Närmaste större samhälle är Ferizaj, 17,6 km nordost om Berevce. I omgivningarna runt Berevce växer i huvudsak lövfällande lövskog.